# フッラ (北欧神話)

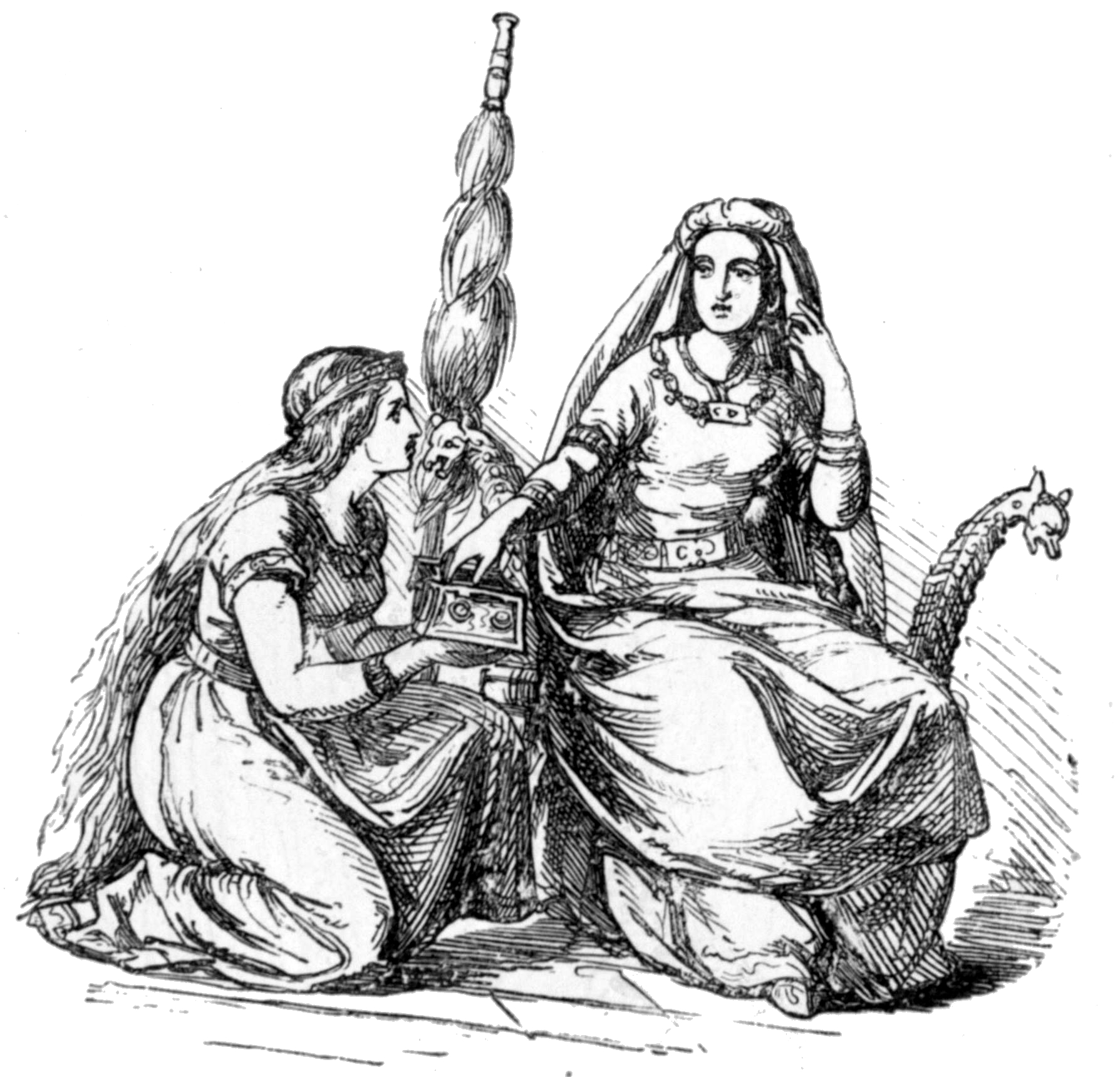
女主人フリッグの横にひざまずくフッラの描写。ラディック・ピーチ画、1865年。

フッラ（古ノルド語: Fulla、おそらく「恩寵豊かな」の意）、あるいはフォラ（古高ドイツ語: Volla）は、北欧神話とゲルマン神話の女神である。北欧神話ではアース神族のひとりに数えられる。
『スノッリのエッダ』第一部『ギュルヴィたぶらかし』第35章で14柱の女神が列挙されるが、フッラは5番目に挙げられている。フッラは、12番目に挙がったフリーンと14番目に挙がったグナーとともに、女神フリッグに仕えているとされる。
北欧神話のフッラは黄金のバンドをしめ、トネリコの箱を持っており、女神フリッグの履物の手入れをする。そして、フリッグはフッラを信用して自身の秘密を打ち明ける。また人間との仲介役も任され、またバルドルが死んだ後、ヘルに在るバルドルから黄金の腕輪、あるいは指輪を贈られる。
フッラは13世紀に編集された初期の伝承の出典である古エッダと、13世紀にスノッリが著したスノッリのエッダやスカルド詩で、フォッラは10世紀に古高ドイツ語に匿名で記録された「メルゼブルクの呪文」の「馬の呪文」で存在が裏付けられる。フォラは「メルゼブルクの呪文」では傷ついたフォルの子馬の治療を補助するが、彼女をフリッグの姉妹とする説もある。研究者はこれらの女神の密接な関わりについての学説を提唱している。

## 裏付け

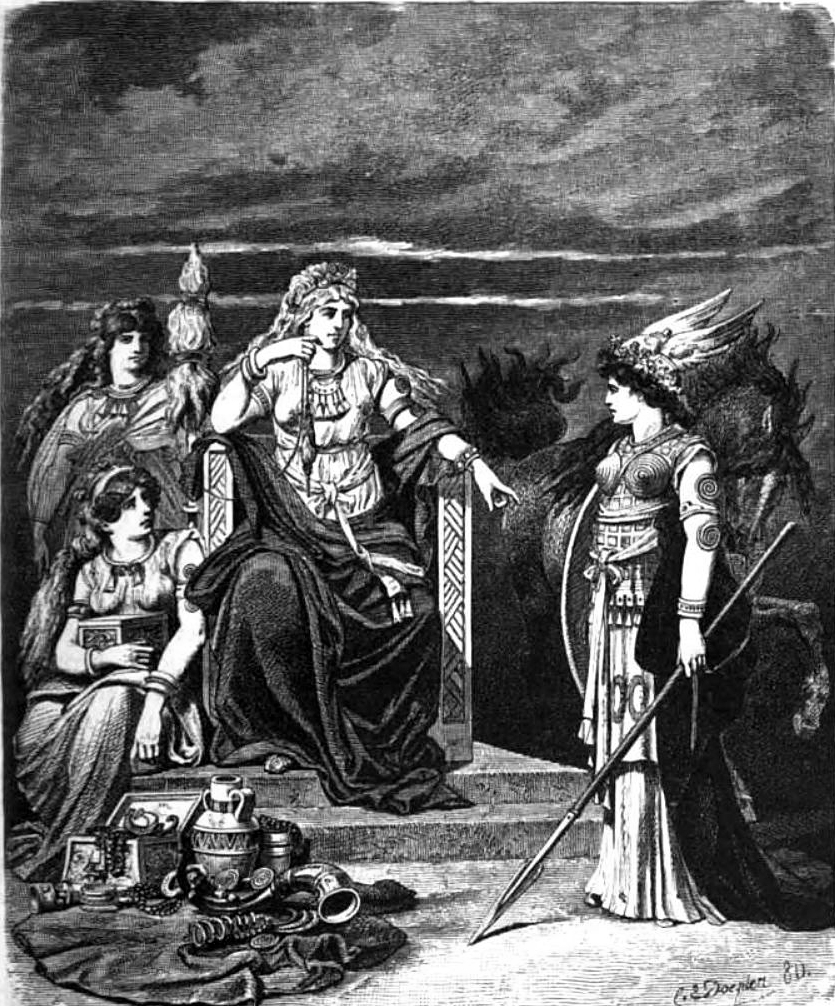
3人の女神に囲まれるフリッグ。フッラは左下でフリッグの箱を持っている。エミール・デープラー 画（1882年)

### 古エッダ
古エッダの「グリームニルの歌」では、フリッグが夫である神オーディンと、彼が贔屓にしている者からもてなしに預かれるか賭けをした。フリッグは、召使いの侍女フッラをオーディンが贔屓にしているゲルロードに遣わして、魔法使い（実際は変装したオーディン）があなたを訪れるだろうと警告した。フッラはゲルロードに会って警告し、魔法使いを見つける方法を助言する。

| H.A.ベロウズの英訳 Frigg sent her handmaiden, Fulla, to Geirröth. She bade the king beware lest a magician who was come thither to his land should bewitch him, and told this sign concerning him, that no dog was so fierce as to leap at him. 日本語訳 フリッグは小間使いのフッラをゲルローズのもとへ遣わした。 フッラは王にあなたの国を訪れる魔法使いに魅了されないよう お気をつけ下さいと告げた。 どんな獰猛な犬でも飛びかからない者が 彼である印ですと話した。 | B.ソープの英訳 Frigg sent her waiting-maid Fulla to bid Geirröd be on his guard, lest the trollmann who was coming should do him harm, and also say that a token whereby he might be known was, that no dog, however fierce, would attack him. 日本語訳 フリッグは侍女のフッラをゲルロードのもとへ見張りとして遣わし、 トロールがやって来て、彼を害そうすると忠告した。 そして、どんな獰猛な犬でも攻撃しようとしないのが その者であると見分けられるでしょうと言った。 |

### 散文エッダ
『スノッリのエッダ』の「ギュルヴィたぶらかし」35章で、ハールが16人のアース女神の簡単な説明をする。ハールはフッラを5番目に上げ、彼女がゲフィオンの同様乙女であり、髪をほどき金のバンドを頭にしめているという。ハールはフッラはフリッグの箱を運び、フリッグの履物の手入れするといい、そして、フッラにフリッグは秘密を打ち明けると述べる。
「ギュルヴィたぶらかし」の49章では、ハールは死後のバルドルとナンナの夫妻についての詳細を述べる。彼らの帰還を請け負ったヘルモーズはヘルの治める地であり、彼女と同じ名のヘルのある地下へ入る。ヘルはヘルモーズにバルドルを甦らせる方法を話すが、それが成し遂げられなければバルドルとナンナが去ることを許さなかった。しかしヘルはバルドルとナンナに生者へ贈り物をすることを許し、バルドルはオーディンにドラウプニルの腕輪を、ナンナはフリッグに亜麻の衣装と「他の贈り物」をしたが、「他の贈り物」のうちハールが詳細に述べるのはフッラへ贈った指輪だけである。
『スノッリのエッダ』の「詩語法」の第1章では、フッラはエーギルのために催された夜の宴会に出席する8人のアース女神の中に上げられる。「詩語法」19章ではフリッグを表す詩的な方法として「フッラの女王」、32章では黄金を表す表現の1つに「フッラのヘアネット」が含まれる。36章ではスカルドの剽窃詩人エイヴィンドによるフッラの黄金のヘアバンドについての表現（「平野（額）に落ちる太陽（黄金）にフッラの睫毛が輝く…」）を引用している。フッラについての最後の言及は、「スノッリのエッダ」の75章であり、フッラは27人のアース女神の名の中に登場する。

### メルゼブルクの「馬の呪文」
「メルゼブルクの呪文」の2編のうちの1つ（「馬の呪文」）は古高ドイツ語で記録されたもので、フォラについての言及されている。呪文ではフォルとヴォーダンと共に森に馬を進め、そこでバルドルの子馬が足をくじいたかについて述べている。シントグントが呪文を歌い、シントグントの姉妹のスンナが呪文を歌い、フリーア（＝フリッグ）が呪文を歌い、フリーアの姉妹のフォラが呪文を歌い、ついにはヴォーダンが呪文を唱う。続く行で子馬の骨が癒される。呪文は以下の通りである。

| Phol and Wodan went to the forest. Then Balder's horse sprained its foot. Then Sinthgunt sang charms, and Sunna her sister; Then Friia sang charms, and Volla her sister; Then Wodan sang charms, as he well could: be it bone-sprain, be it blood-sprain, be it limb-sprain: bone to bone, blood to blood, limb to limb, so be they glued together. | フォルとウォーダン駒にて森に入りたり。 バルドルの駒（あるいは主（＝ウォーダン）の駒）の前脚脱臼せり。 ここにてシントグントとその妹スンナこれに向かいて歌いたり。 フリイアとその妹フォラもこれに向かいて歌いたり。 彼（ウォーダン）は此れ上手（よ）くしたればなり: 骨の脱臼に際しては、血液の病に際しては、 肢の脱臼に際しては、 骨は骨へ、血液は血液へ、 肢は肢へ、接合すべし。 |

## フッラについての学説

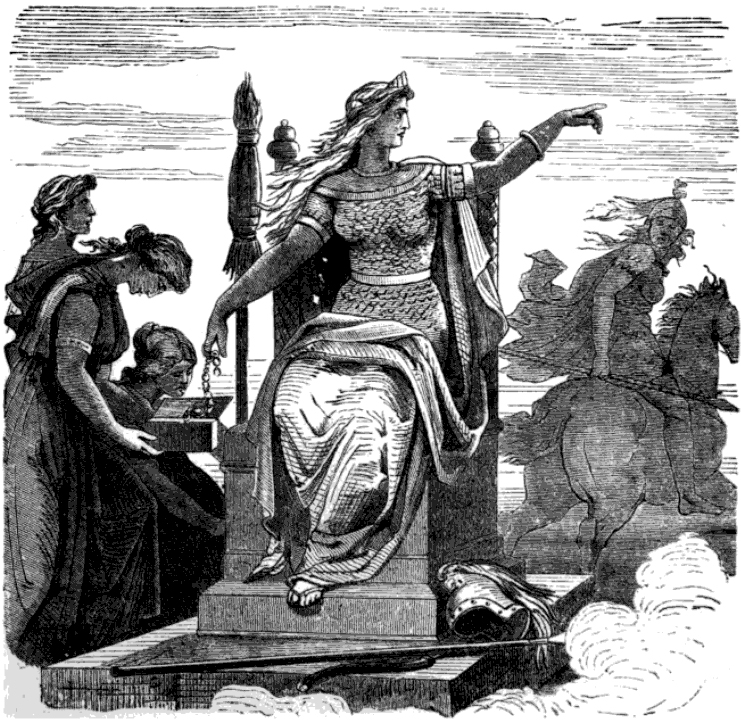
「フリッグと侍女たち」（1902年）。フッラがフリッグの靴の箱を持つ。

アンディ・オーチャード（Andy Orchard）はフッラが、バルドルがヘル（冥府）から贈り物をするときに明言された3人の女神のうちの1人であることから（他の2人はバルドルの母フリッグと妻ナンナである）、「メルゼブルクの呪文」にバルドルとフォラが登場することは「興味深い」としている。ジョン・リンドウは、Fulla という名前は「充足（fullness）」と何らかの関係があるのではないかとし、それは豊かさとの関係を示すかもしれないと述べる。
ルドルフ・ジメックは、ケニングでフッラを黄金と結びつけて使うことから、スノッリが「ギュルヴィたぶらかし」でバルドルがヘルからフッラに黄金の指輪を贈ったと言及したのは「フッラがバルドルの神話で何らかの役割を演じることを示しているのではなく、単に彼女と黄金の関係を表したにすぎない」としている。ジメックはフッラが、早くも10世紀のスカルド詩に登場していると述べ、その中では彼女が「豊かさを擬人化したものではなく」むしろ「メルゼブルクの呪文」のフォッラと非常に似ているとしている。ジメックは実際のところフッラが何者であるかは不明であると付け加えながらも、彼女は独立した神であるかもしれないし、単にフレイヤあるいはフリッグと同一なのかもしれないとしている。
ジョン・ナイト・ボストックは、フッラはある時点におけるフリッグの様相であるとする説を唱えている。結果としてこの発想はシントグントとスンナの2人の女神は完全に別個の存在ではなく、ひとりの違った側面を表すものと理解出来るかもしれないという説に帰着する。
ヒルダ・エリス・デイヴィッドソンは、ゲフィオン、ゲルズ、フッラ、そしてスカジらは「北欧で初期の時代に重要な女神に相当したのかもしれないが、スノッリが取材した頃にはほとんど記憶に留まっていなかったのではないか」としている。その一方で、デイヴィッドソンはこれらの女神が1人の偉大な女神に見える諸相を表している可能性についても注記している。デイヴィッドソンはフッラとフォッラを「曖昧で不確実な、スノッリが詩に記しただけの中途半端な記録しかない人物であるが、スカンディナビアにおける豊饒と収穫の女神を3世代を一度に示した可能性がある」としている。

### 翻訳元
- Bostock, John Knight. King, Charles Kenneth. McLintock, D. R. (1976). A Handbook on Old High German Literature. Oxford University Press. ISBN 0-19-815392-9
- Bellows, Henry Adams(Trans.) (1923). The Poetic Edda: Translated from the Icelandic with an introduction and notes by Henry Adams Bellows. New York: The American-Scandinavian Foundation.
- Davidson, Hilda Roderick Ellis（英語版）(1998). Roles of the Northern Goddess. Routledge. ISBN 0-415-13610-5
- Faulkes, Anthony (Trans.) (1995). Snorri Sturluson: Edda. First published in 1987. London: Everyman. ISBN 0-460-87616-3
- Lindow, John (2001). Norse Mythology: A Guide to the Gods, Heroes, Rituals, and Beliefs. Oxford University Press. ISBN 0-19-515382-0
- Orchard, Andy (1997). Dictionary of Norse Myth and Legend. Cassell. ISBN 0-304-34520-2
- Simek, Rudolf (2007) translated by Angela Hall. Dictionary of Northern Mythology. D.S. Brewer. ISBN 0-85991-513-1
- Thorpe, Benjamin (Trans.) (1907). The Elder Edda of Saemund Sigfusson. Norrœna Society.

### 翻訳
- V.グレンベック　『北欧の神話と伝説』　山室静訳、講談社〈講談社学術文庫〉、2009年。
- V.G.ネッケル他編　『エッダ　古代北欧歌謡集』　谷口幸男訳、新潮社、1973年。
- 菅原邦城　『北欧神話』　東京書籍、1984年。
- Ridolf Simek, Dictionary of Northern Mythology Cambridge: D.S.Brewer, 2007, p.338-339.